# Toussaint (Sena Marítim)
Toussaint és un municipi francès situat al departament del Sena Marítim i a la regió de Normandia. L'any 2007 tenia 731 habitants.

## Demografia

### Població
El 2007 la població de fet de Toussaint era de 731 persones. Hi havia 269 famílies de les quals 36 eren unipersonals (24 homes vivint sols i 12 dones vivint soles), 113 parelles sense fills, 100 parelles amb fills i 20 famílies monoparentals amb fills.
La població ha evolucionat segons el següent gràfic:
Habitants censats

### Habitatges
El 2007 hi havia 329 habitatges, 278 eren l'habitatge principal de la família, 48 eren segones residències i 2 estaven desocupats. 284 eren cases i 8 eren apartaments. Dels 278 habitatges principals, 239 estaven ocupats pels seus propietaris i 39 estaven llogats i ocupats pels llogaters; 5 tenien dues cambres, 21 en tenien tres, 81 en tenien quatre i 171 en tenien cinc o més. 222 habitatges disposaven pel capbaix d'una plaça de pàrquing. A 118 habitatges hi havia un automòbil i a 142 n'hi havia dos o més.

### Piràmide de població
La piràmide de població per edats i sexe el 2009 era:
| Homes | Edats   | Dones |
| ----- | ------- | ----- |
| 0     | 95 o +  | 0     |
| 0     | 90 a 94 | 0     |
| 0     | 85 a 89 | 4     |
| 4     | 80 a 84 | 0     |
| 4     | 75 a 79 | 4     |
| 12    | 70 a 74 | 16    |
| 12    | 65 a 69 | 12    |
| 24    | 60 a 64 | 20    |
| 16    | 55 a 59 | 16    |
| 24    | 50 a 54 | 28    |
| 44    | 45 a 49 | 28    |
| 28    | 40 a 44 | 44    |
| 40    | 35 a 39 | 20    |
| 16    | 30 a 34 | 28    |
| 4     | 25 a 29 | 8     |
| 20    | 20 a 24 | 28    |
| 36    | 15 a 19 | 24    |
| 40    | 10 a 14 | 20    |
| 16    | 5 a 9   | 32    |
| 4     | 0 a 4   | 20    |

## Economia
El 2007 la població en edat de treballar era de 491 persones, 331 eren actives i 160 eren inactives. De les 331 persones actives 299 estaven ocupades (161 homes i 138 dones) i 32 estaven aturades (12 homes i 20 dones). De les 160 persones inactives 71 estaven jubilades, 35 estaven estudiant i 54 estaven classificades com a «altres inactius».

### Ingressos
El 2009 a Toussaint hi havia 290 unitats fiscals que integraven 739,5 persones, la mediana anual d'ingressos fiscals per persona era de 19.343 €.

### Activitats econòmiques
Dels 29 establiments que hi havia el 2007, 2 eren d'empreses extractives, 1 d'una empresa alimentària, 2 d'empreses de fabricació de material elèctric, 7 d'empreses de construcció, 5 d'empreses de comerç i reparació d'automòbils, 1 d'una empresa de transport, 1 d'una empresa d'hostatgeria i restauració, 2 d'empreses d'informació i comunicació, 2 d'empreses financeres, 2 d'empreses immobiliàries, 2 d'empreses de serveis, 1 d'una entitat de l'administració pública i 1 d'una empresa classificada com a «altres activitats de serveis».
Dels 6 establiments de servei als particulars que hi havia el 2009, 3 eren paletes, 1 guixaire pintor, 1 electricista i 1 agència immobiliària.
Dels 2 establiments comercials que hi havia el 2009, 1 era una botiga de menys de 120 m² i 1 una botiga de material de revestiment de parets i terra.
L'any 2000 a Toussaint hi havia 6 explotacions agrícoles.

## Equipaments sanitaris i escolars
El 2009 hi havia una escola elemental.

## Poblacions més properes
El següent diagrama mostra les poblacions més properes.